# NGC 380
NGC 380 é uma galáxia elíptica (E2) localizada na direcção da constelação de Pisces. Possui uma declinação de +32° 28' 58" e uma ascensão recta de 1 horas, 07 minutos e 17,6 segundos.
A galáxia NGC 380 foi descoberta em 12 de Setembro de 1784 por William Herschel.